# Liste des titres musicaux numéro un au Royaume-Uni en 2005
Cette page liste les titres classés no 1 des ventes de disques au Royaume-Uni pour l'année 2005 selon The Official Charts Company.
Les classements hebdomadaires sont issus des 100 meilleures ventes de singles (UK Singles Chart) et des 100 meilleures ventes d'albums (UK Albums Chart). Ils prennent en compte les ventes physiques et, à partir de juillet 2005, les ventes digitales. Ils sont dévoilés le dimanche.

## Classement des singles
| №  | Date         | Artiste                           | Titre                                    | Référence |
| -- | ------------ | --------------------------------- | ---------------------------------------- | --------- |
| 1  | 2 janvier    | Steve Brookstein                  | Against All Odds (Take a Look at Me Now) |           |
| 2  | 9 janvier    | Elvis Presley                     | Jailhouse Rock                           |           |
| 3  | 16 janvier   | Elvis Presley                     | One Night / I Got Stung                  |           |
| 4  | 23 janvier   | Ciara feat. Petey Pablo           | Goodies                                  |           |
| 5  | 30 janvier   | Elvis Presley                     | It's Now or Never                        |           |
| 6  | 6 février    | Eminem                            | Like Toy Soldiers                        |           |
| 7  | 13 février   | U2                                | Sometimes You Can't Make It on Your Own  |           |
| 8  | 20 février   | Jennifer Lopez                    | Get Right                                |           |
| 9  | 27 février   | Nelly feat. Tim McGraw            | Over and Over                            |           |
| 10 | 6 mars       | Stereophonics                     | Dakota                                   |           |
| 11 | 13 mars      | McFly                             | All About You / You've Got a Friend      |           |
| 12 | 20 mars      | Tony Christie feat. Peter Kay     | Is This the Way to Amarillo (en)         |           |
| 13 | 27 mars      | Tony Christie feat. Peter Kay     | Is This the Way to Amarillo (en)         |           |
| 14 | 3 avril      | Tony Christie feat. Peter Kay     | Is This the Way to Amarillo (en)         |           |
| 15 | 10 avril     | Tony Christie feat. Peter Kay     | Is This the Way to Amarillo (en)         |           |
| 16 | 17 avril     | Tony Christie feat. Peter Kay     | Is This the Way to Amarillo (en)         |           |
| 17 | 24 avril     | Tony Christie feat. Peter Kay     | Is This the Way to Amarillo (en)         |           |
| 18 | 1er mai      | Tony Christie feat. Peter Kay     | Is This the Way to Amarillo (en)         |           |
| 19 | 8 mai        | Akon                              | Lonely                                   |           |
| 20 | 15 mai       | Akon                              | Lonely                                   |           |
| 21 | 22 mai       | Oasis                             | Lyla                                     |           |
| 22 | 29 mai       | Crazy Frog                        | Axel F                                   |           |
| 23 | 5 juin       | Crazy Frog                        | Axel F                                   |           |
| 24 | 12 juin      | Crazy Frog                        | Axel F                                   |           |
| 25 | 19 juin      | Crazy Frog                        | Axel F                                   |           |
| 26 | 26 juin      | 2Pac feat. Elton John             | Ghetto Gospel                            |           |
| 27 | 3 juillet    | 2Pac feat. Elton John             | Ghetto Gospel                            |           |
| 28 | 10 juillet   | 2Pac feat. Elton John             | Ghetto Gospel                            |           |
| 29 | 17 juillet   | James Blunt                       | You're Beautiful                         |           |
| 30 | 24 juillet   | James Blunt                       | You're Beautiful                         |           |
| 31 | 31 juillet   | James Blunt                       | You're Beautiful                         |           |
| 32 | 7 août       | James Blunt                       | You're Beautiful                         |           |
| 33 | 14 août      | James Blunt                       | You're Beautiful                         |           |
| 34 | 21 août      | McFly                             | I'll Be OK                               |           |
| 35 | 28 août      | Oasis                             | The Importance of Being Idle             |           |
| 36 | 4 septembre  | Gorillaz feat. Shaun Ryder        | Dare                                     |           |
| 37 | 11 septembre | Pussycat Dolls feat. Busta Rhymes | Don't Cha                                |           |
| 38 | 18 septembre | Pussycat Dolls feat. Busta Rhymes | Don't Cha                                |           |
| 39 | 25 septembre | Pussycat Dolls feat. Busta Rhymes | Don't Cha                                |           |
| 40 | 2 octobre    | Sugababes                         | Push the Button                          |           |
| 41 | 9 octobre    | Sugababes                         | Push the Button                          |           |
| 42 | 16 octobre   | Sugababes                         | Push the Button                          |           |
| 43 | 23 octobre   | Arctic Monkeys                    | I Bet You Look Good on the Dancefloor    |           |
| 44 | 30 octobre   | Westlife                          | You Raise Me Up                          |           |
| 45 | 6 novembre   | Westlife                          | You Raise Me Up                          |           |
| 46 | 13 novembre  | Madonna                           | Hung Up                                  |           |
| 47 | 20 novembre  | Madonna                           | Hung Up                                  |           |
| 48 | 27 novembre  | Madonna                           | Hung Up                                  |           |
| 49 | 4 décembre   | Pussycat Dolls                    | Stickwitu                                |           |
| 50 | 11 décembre  | Pussycat Dolls                    | Stickwitu                                |           |
| 51 | 18 décembre  | Nizlopi (en)                      | JCB                                      |           |
| 52 | 25 décembre  | Shayne Ward                       | That's My Goal                           |           |

## Classement des albums
| №  | Date         | Artiste               | Titre                                 | Référence |
| -- | ------------ | --------------------- | ------------------------------------- | --------- |
| 1  | 2 janvier    | Green Day             | American Idiot                        |           |
| 2  | 9 janvier    | Scissor Sisters       | Scissor Sisters                       |           |
| 3  | 16 janvier   | The Killers           | Hot Fuss                              |           |
| 4  | 23 janvier   | The Killers           | Hot Fuss                              |           |
| 5  | 30 janvier   | The Chemical Brothers | Push the Button                       |           |
| 6  | 6 février    | Athlete               | Tourist                               |           |
| 7  | 13 février   | Keane                 | Hopes and Fears                       |           |
| 8  | 20 février   | Scissor Sisters       | Scissor Sisters                       |           |
| 9  | 27 février   | Doves                 | Some Cities                           |           |
| 10 | 6 mars       | G4                    | G4                                    |           |
| 11 | 13 mars      | 50 Cent               | The Massacre                          |           |
| 12 | 20 mars      | Stereophonics         | Language. Sex. Violence. Other?       |           |
| 13 | 27 mars      | Tony Christie         | Definitive Collection                 |           |
| 14 | 3 avril      | Tony Christie         | Definitive Collection                 |           |
| 15 | 10 avril     | Natalie Imbruglia     | Counting Down the Days                |           |
| 16 | 17 avril     | Basement Jaxx         | The Singles                           |           |
| 17 | 24 avril     | Akon                  | Trouble                               |           |
| 18 | 1er mai      | Bruce Springsteen     | Devils and Dust                       |           |
| 19 | 8 mai        | Akon                  | Trouble                               |           |
| 20 | 15 mai       | Steve Brookstein      | Heart and Soul                        |           |
| 21 | 22 mai       | Faithless             | Forever Faithless - The Greatest Hits |           |
| 22 | 29 mai       | Gorillaz              | Demon Days                            |           |
| 23 | 5 juin       | Oasis                 | Don't Believe the Truth               |           |
| 24 | 12 juin      | Coldplay              | X&Y                                   |           |
| 25 | 19 juin      | Coldplay              | X&Y                                   |           |
| 26 | 26 juin      | Coldplay              | X&Y                                   |           |
| 27 | 3 juillet    | Coldplay              | X&Y                                   |           |
| 28 | 10 juillet   | James Blunt           | Back to Bedlam                        |           |
| 29 | 17 juillet   | James Blunt           | Back to Bedlam                        |           |
| 30 | 24 juillet   | James Blunt           | Back to Bedlam                        |           |
| 31 | 31 juillet   | James Blunt           | Back to Bedlam                        |           |
| 32 | 7 août       | James Blunt           | Back to Bedlam                        |           |
| 33 | 14 août      | James Blunt           | Back to Bedlam                        |           |
| 34 | 21 août      | James Blunt           | Back to Bedlam                        |           |
| 35 | 28 août      | James Blunt           | Back to Bedlam                        |           |
| 36 | 4 septembre  | McFly                 | Wonderland                            |           |
| 37 | 11 septembre | James Blunt           | Back to Bedlam                        |           |
| 38 | 18 septembre | David Gray            | Life in Slow Motion                   |           |
| 39 | 25 septembre | David Gray            | Life in Slow Motion                   |           |
| 40 | 2 octobre    | Katie Melua           | Piece by Piece                        |           |
| 41 | 9 octobre    | Franz Ferdinand       | You Could Have It So Much Better      |           |
| 42 | 16 octobre   | Sugababes             | Taller in More Ways                   |           |
| 43 | 23 octobre   | The Prodigy           | Their Law: The Singles 1990-2005      |           |
| 44 | 30 octobre   | Robbie Williams       | Intensive Care                        |           |
| 45 | 6 novembre   | Westlife              | Face to Face                          |           |
| 46 | 13 novembre  | Il Divo               | Ancora                                |           |
| 47 | 20 novembre  | Madonna               | Confessions on a Dance Floor          |           |
| 48 | 27 novembre  | Madonna               | Confessions on a Dance Floor          |           |
| 49 | 4 décembre   | Eminem                | Curtain Call: The Hits                |           |
| 50 | 11 décembre  | Eminem                | Curtain Call: The Hits                |           |
| 51 | 18 décembre  | Eminem                | Curtain Call: The Hits                |           |
| 52 | 25 décembre  | Eminem                | Curtain Call: The Hits                |           |

## Meilleures ventes de l'année
| Singles | Albums |
| --- | --- |
| 1. Tony Christie feat. Peter Kay – Is This the Way to Amarillo 2. Shayne Ward - That's My Goal 3. Crazy Frog – Axel F 4. James Blunt - You're Beautiful 5. Pussycat Dolls feat. Busta Rhymes - Don't Cha 6. McFly - All About You / You've Got a Friend 7. Akon - Lonely 8. Madonna - Hung Up 9. Westlife - You Raise Me Up 10. Sugababes – Push the Button | 1. James Blunt – Back to Bedlam 2. Coldplay - X&Y 3. Robbie Williams - Intensive Care 4. Kaiser Chiefs - Employment 5. Gorillaz - Demon Days 6. Westlife - Face to Face 7. KT Tunstall - Eye to the Telescope 8. Kelly Clarkson - Breakaway 9. Eminem - Curtain Call: The Hits 10. Faithless - Forever Faithless - The Greatest Hits |